# 濱田貴司
濱田 貴司（はまだ たかし、1972年7月17日 -）は、日本の作曲家、編曲家、音楽プロデューサー。兵庫県神戸市出身。

## 来歴
2003年、「arp」のメンバーとしてZOMBA RECORDS（現アリオラジャパン）よりメジャー・デビュー。
プロデュース、作曲、編曲、ドラマ、映画、演劇、アニメ、CMなどで活動中。美しく普遍的なメロディと、ピアノ・弦・オーケストラ・エレクトリカルを中心とした情感豊かな“映像的”サウンドを得意とする。

2019年2月17日、福士誠治と共に「MISSION」を結成。渋谷STAR LOUNGEにて初ワンマンライブを行った。
2022年12月、合同会社ブランコを設立。
2023年1月、田無神社を活動拠点にする和太鼓グループ「天翔」を結成。

## 主な作品

### ドラマ ・テレビ番組
- 2003年
  - ビューティーコロシアム - エンディングテーマ（「Reborn/桜」）（2003年、フジテレビ）
- 2006年
  - 冬空に月は輝く（2006年、フジテレビ）主題歌、サウンドトラック※共同
- 2011年
  - どうも!にほんご講座です。（2011年、NHK教育）
  - 新春ワイド時代劇 戦国疾風伝 二人の軍師 秀吉に天下を獲らせた男たち（2011年、テレビ東京）
- 2012年
  - 月曜サスペンス 走れ!プラチナワゴン〜歌手・美波丈太郎の事件簿〜 主演 里見浩太朗（2012年、TBS）
  - 薄桜記（2012年、NHK）
  - 土曜ワイド劇場 京都殺人調書 主演 山口智光（2012年、テレビ朝日）
- 2013年
  - 酔いどれ小籐次（2013年、NHK BSプレミアム）
  - 水曜ミステリー9 さすらい署長 風間昭平〜すみだ業平橋殺人事件〜（2013年、テレビ東京）
  - NHK正月時代劇 御鑓拝借〜酔いどれ小籐次留書〜（2013年、NHK）
- 2014年
  - 水曜ミステリー9（テレビ東京）
    - シリーズ共通オープニングテーマ（2014年 - ）
    - さすらい署長 風間昭平〜みやぎ松島湾殺人事件〜（2014年）
    - 刑事の十字架 主演 陣内孝則（2014年）
- 2015年
  - 水曜ミステリー9 さすらい署長 風間昭平〜阿波おへんろ殺人事件〜（2015年、テレビ東京）
  - ダイドーグループ 日本の祭り それぞれの夏〜青森ねぶた祭り〜 出演 吉村作治 北村麻子（2015年、テレビ青森）
  - シメシ （2015年、TBS・MBS）
- 2016年
  - グルマンズカフェ 出演 徳井義実(チュートリアル)／マギー（2016年、TBS）
  - Eテレ・ジャッジ 家でマラソン 主演 矢柴俊博（2016年、NHK Eテレ）バトル6優勝作品
- 2017年
  - たからのとき 主演 寺島しのぶ 藤野涼子（2017年、NHK）
  - 赤シャツの逆襲 主演 佐藤二朗 筧利夫（2017年、南海放送）
  - さすらい署長 風間昭平スペシャル ほくと函館湾殺人事件（2017年、テレビ東京）
  - 福岡恋愛白書12 〜センセイとワタシ〜 主演 桜庭ななみ 桐山漣（2017年、KBC）
- 2018年
  - 夜な夜なバチェラー飯 出演 阿諏訪泰義(うしろシティ)、井深克彦（2018年、TVK・dTV）
  - 福岡恋愛白書13 キミの世界の向こう側 主演 奈緒 杉野遥亮（2018年、KBC）
- 2019年
  - さすらい署長 風間昭平スペシャル 金沢〜輪島・金箔殺人事件（2019年、テレビ東京）
  - 土曜ドラマ9 やじ×きた 元祖・東海道中膝栗毛（2019年、BSテレ東）
- 2022年
  - NHK BSニュースWorld+Biz（2022年、NHK BS1）
  - BSニュース 4K+ふるさと（2022年、NHK BS1）
  - さすらい署長 風間昭平スペシャル 塩屋岬いわき殺人事件[1]（2022年、テレビ東京）
- 2023年
  - BSニュースWorld+Biz（2023年、NHK BS）
  - 月曜プレミア8「さすらい署長 風間昭平スペシャル 富士山河口湖殺人事件」[2]（2023年4月24日、テレビ東京）
- 2024年
  - そんな家族なら捨てちゃえば?（2024年、関西テレビ）
- 2025年
  - パラレル夫婦 死んだ"僕と妻"の真実（2025年、関西テレビ・フジテレビ）

### 映画
- 2005年
  - いぬのえいが 主演 中村獅童（2005年）- 主題歌｢キラリ」
- 2011年
  - HOT SNOW 主演 Mis Snow Man（2011年、メディアプルポ／ジャニーズ）
- 2012年
  - 寮フェス 〜最後の七不思議〜 主演 7 WEST（2012年、メディアプルポ／ジャニーズ）
- 2013年
  - さよならドビュッシー 挿入曲 主演 橋本愛「月の光」弦編曲（2013年、ティー・オーエンタテインメント）
- 2014年
  - 半分ノ世界  主演 田辺桃子 井浦新、監督 斎藤工（2014年、UULA）
    - ショートショートフィルムフェスティバル 出展作品
    - セルビア日本交換映画祭でアイデンティティ賞受賞作品

  - 世田谷区,39丁目  主演 浜辺美波 下田翔大（2014年、東宝）
- 2016年
  - ホーンテッド・キャンパス（2016年）
- 2017年
  - 短編映画「どまんなか!」 主演 塗木莉緒（2017年10月）
- 2018年
  - おやぢるとれん 主演 渡辺哲（2018年、SPIKE）
  - KASUMI 主演 綱島恵里香（2018年、内閣人事局）
  - 警視庁制作 短編映画「Hell's Gate 恐怖の扉」 主演 安月名莉子（2018年4月） 監督：イノマタトシ
- 2019年
  - MIKOSHI GUY 祭の男 主演 宮田宣也（2019年）
- 2020年
  - オレたち応援屋!!（2020年、東宝）

### アニメ
- ナイトウィザード（2009年、TOKYO MX、テレビ大阪 他）※共同
- こぴはん（2011年、GONZO 他）
- コープスパーティー Tortured Souls -暴虐された魂の呪叫-（2013年、MAGES.）

### 演劇
- 2009年
  - 演劇UNIT 乱－run－「ラストネーム」（出演：大竹浩一、福士誠治、波岡一喜、斎藤工　2009年4月24日-26日）
- 2015年
  - 演劇UNIT 乱－run－「365000の空に浮かぶ月」[3]（出演：大竹浩一、福士誠治、波岡一喜、斎藤工　2014年12月31日-2015年1月6日）
- 2016年
  - 幽霊でもよかけん、会いたかとよ[4]（主演：貫地谷しほり　2016年12月21日-28日）
- 2017年
  - 剣豪将軍義輝〜星を継ぎし者たちへ〜[5]（主演：染谷俊之　2017年6月8日-18日）
  - 桃山ビート・トライブ Momoyama Beat Tribe[6]（主演：山本亮太（宇宙Six/ジャニーズJr.）、目黒蓮（宇宙Six/ジャニーズJr.） 2017年11月23日-12月3日）
- 2018年
  - ジョン万次郎[7]（主演：溝口琢矢　2018年6月14日-24日）
  - Theatre de Candy Boy 第1回公演「BONBON」[8]（主演：CandyBoy　2018年9月27日-30日）
  - 暁のヨナ〜緋色の宿命編〜[9]（主演：生駒里奈　2018年11月15日-25日EX THEATER ROPPONGI）
- 2019年
  - イケメンヴァンパイア◆偉人たちと恋の誘惑 THE STAGE 〜Episode.0〜[10]（主演：MADE（宇宙Six/ジャニーズJr.） 2019年4月12日-16日）
  - 桃山ビート・トライブ 〜再び、傾かん〜[11]（主演：山本亮太（宇宙Six/ジャニーズJr.）、原嘉孝（宇宙Six/ジャニーズJr.） 2019年6月14日-16日京都劇場、6月21日-7月1日EX THEATER ROPPONGI）
  - 暁のヨナ～烽火の祈り編～[12]（主演：生駒里奈　2019年11月16日-23日EX THEATER ROPPONGI）
- 2020年
  - おっかちゃん劇場[13]（主演：田中麗奈　2020年12月23日-30日）
  - イケメン王子 美女と野獣の最後の恋 THE STAGE 〜Beast Leon〜[14]（主演：細貝圭、八神蓮　2020年12月24日-27日）
- 2021年
  - イケメンヴァンパイア◆偉人たちと恋の誘惑 THE STAGE ～Episode.1～[15]（出演：松崎祐介（ふぉ〜ゆ〜）、松本幸大（ジャニーズJr.）、冨岡健翔（ジャニーズJr.）、福士申樹（ジャニーズJr.）ほか　2021年4月23日～29日※一部公演中止）
  - 葉隠れ旅館物語[16]（出演：駿河太郎、岡本玲、渡辺裕太 ほか　2021年11月10日-17日）
  - SK∞ エスケーエイト The Stage 第一部：The First Part ～熱い夜のはじまり～ [17]（出演：木津つばさ、滝澤諒 ほか　2021年12月2日-12日）
- 2022年
  - SK∞ エスケーエイト The Stage 第二部：The Last Part ～俺たちの無限大～（出演：木津つばさ、滝澤諒 ほか　2022年1月15日～24日 ※全公演中止[18] 2023年1月11日～15日 延期公演実施）
  - イケメンシリーズ THE STAGE～世界を駆けて、祝祭を～[19]（出演：小笠原健、橋本全一、早乙女じょうじ ほか　2022年9月24日 ～ 28日）
- 2023年
  - 漂う、傍観者ども（出演：新納多朗、清水優、丸山優子、片山萌美　2023年9月）

### CM等
- 池袋メトロポリタンプラザ大型LEDスクリーン環境音楽（2009年 - ）　他、多数
- PV BRAVIA（2009,2010年、SONY）
- イベント「ハイビジョン旭山体験ツアー」（2009,2010年、SONY）
- CM SetTopBox（2009,2010,2011年、Panasonic）
- 「ウォークマン」全世界共通プレインストール／宣伝用素材（2011年、SONY）
- サイエンス雑誌「Newton」付録DVD（2012年）
- 警視庁PR映像（2016年）
- 「ダリ展」東京展CM 出演 さまぁ〜ず ほか（2016年）
- TVCM「タイヘイ」出演 林家たい平（2017年）
- TVCM「ラグビーワールドカップ2019日本大会」出演 舘ひろし（2018年）
- TVCM「センチュリー21 リースバックCM『ナビゲーター編』『思い出編』」（2019年）
- 木下グループ スポーツCM 私の夢 出演 張本智和 水谷隼 田添健汰 大島祐哉 南出大伸 他（2020年）
- 木下グループ フィギュアスケートCM（2021年）

### その他
- 映劇
- 大西ライオン
  - 単独ライブ（2008年）
- ナノスクエア
  - “P”s（出演：高杉瑞穂、早田剛、郷本直也、仲原裕之、桑野晃輔、曽世海司、2010年）
- 劇団K助
  - PINK（2010年）
  - ゼロイチ（2010年）
  - ゴッドストーリー（2011年）
  - それいけユーコマン!（主演：皆口裕子、2012年）
  - STORM LOVER 〜波打ち際の王子SUMMER!〜（2014年）
  - STORM LOVER 〜波打ち際の王子SUMMER 改!〜（2015年）
  - ステージⅡ（2015年）
- 朗読会
  - 真夏の怪談 ～それは恐怖と哀しみの物語、、、～ （2022年8月16日、Zepp Haneda(Tokyo)）
  - 季節の朗読シリーズ
    - 第2回- 秋の朗読劇【絆】（2022年11月23日、新宿ReNY）[20]
    - #3 Winter horror【静寂】（2023年1月14日、品川インターシティホール）[21]
    - 「しきよみ」#4 春の朗読劇【願い】（2023年3月4日、J:COMホール八王子）[22]
    - 「しきよみ」#5 夏の朗読劇【初恋】（2023年7月22日、ところざわサクラタウン）[23]

## 楽曲提供
- 杉本有美
  - キラキラ（編曲、2010年、ポニーキャニオン）
- Alina Smith
  - You Are Not Alone MJ Acoustic Covers（ストリングス編曲、2010年、渡辺音楽出版）
- 秋川雅史
  - 君に告げてよ（オーケストラプログラミング、2010年、テイチク）
- 長谷川明子
  - いやだよ　好きだよ（作詞・曲・編曲、2010年、5pb）
- 中村舞子
  - Hands 〜Our Love〜（ストリングス編曲、2011年、PCI MUSIC）
- androp
  - UtaUtai no Karasu（弦編曲、2013年、ワーナー）
- 斎藤工
  - 手と手（作・編曲・プロデュース、2009年、ブルーベアハウス）
  - 手と手（作曲、2011年、コロムビア）
  - 時の証（作曲、2013年、ブルーベアハウス）
  - 菊池家憲（朗詠、作曲・編曲、2015年、ブルーベアハウス）
  - 悲しみと喜びの羽でできた翼（作曲・編曲、2016年、ブルーベアハウス）
- 坂口丈治
  - 夜明け前（作曲・編曲、2015年、ブルーベアハウス）
  - 片影（作曲・編曲、2015年、ブルーベアハウス）
- 今井麻美 / 小笠原仁 / 安月名莉子
  - Will go on（「Over The Galaxy 2 Trilogy」[24] 収録曲、作曲・編曲、2022年、Beyond The Music）
  - Via Lactea（「Over The Galaxy 2 Trilogy」収録曲、作曲、2022年、Beyond The Music）
  - Over The Galaxy 2 Trilogy Union Song ver.Will go on（「Over The Galaxy 2 Trilogy」収録曲、作曲・編曲、2022年、Beyond The Music）
- 今井麻美
  - サ・ヨ・ナ・ラ（作曲・編曲、2011年、5pb）
  - ガーベラ〜今年の花（作曲、2012年、5pb）
  - 海月 〜Jellyfish〜（編曲、2013年、Mages）
  - この雲の果て（作曲、2013年、Mages）
  - AQUQMARINE（作曲・編曲、2014年、Mages）
  - Words of GRACE〜冬のダリア〜（作曲、2016年、Mages）
  - season（作曲、2017年、Mages）
  - Flow of time（作曲、2019年、Mages）
  - 星月夜、永遠の歌（左記2曲。アルバム「Balancing Journey」 収録曲、作曲・編曲、2021年、Mages）

- MISSION
  - 二律背反 -antinomie-（作曲・編曲、2018年、SPIKE）
  - ゴースト（作曲・編曲、2018年、SPIKE）
  - 大停電の夜（作曲・編曲、2018年、SPIKE）
  - 人として、時として、花として（作曲・編曲、2018年、SPIKE）
  - シニガミ（作曲・編曲、2019年、SPIKE）
  - 自転と光点（作曲・編曲、2019年、SPIKE）
  - Black –夜闇の向こう-（作曲・編曲、2019年、SPIKE）
  - Over the Galaxy 〜愛が聞こえる〜（作曲・編曲、2019年、SPIKE）
  - 道（作曲・編曲、2020年、SPIKE）
  - オレンジ（作曲・編曲、2021年、SPIKE）
  - 風と（作曲・編曲、2021年、SPIKE）
  - 半人半鬼（作曲・編曲、2021年、SPIKE）
  - 鬼の涙（作曲・編曲、2021年、SPIKE）
  - Time Lover、⼀千回⽬の出逢い、ドロップアウト、不純と接吻（左記4曲。1stアルバム「Time Lover」[25] 収録曲、作曲・編曲、2022年、SPIKE）
- 福士誠治
  - 不死鳥（作曲・編曲、2023年、ブランコ）
- インストゥルメンタル
  - 沢田完「夜間飛行」（2009年）
  - 鈴木結女「〜QUEST〜」（2011年）
  - 『蒼天の拳』オーケストライメージソング「天つ風（Instrumental Orchestra ver.)」（2011年、キング）
  - 豊田裕子「月光と与作」（2012年、キング）

## ディスコグラフィ

### 濱田貴司名義
| 発売日         | タイトル                                                  | 販売形態 | 規格品番   | レーベル                   |
| -------------- | --------------------------------------------------------- | -------- | ---------- | -------------------------- |
| 2012年         | apostrophe HOT SNOW/寮フェス！ オリジナルサウンドトラック | CD       |            |                            |
| 2012年8月22日  | 薄桜記 オリジナルサウンドトラック                         | CD       | PCCR-00547 | ポニーキャニオン           |
| 2013年7月24日  | 酔いどれ小籐次 オリジナルサウンドトラック                 | CD       |            | ビクターエンタテインメント |
| 2014年         | SONDTRACK of YOUR LIFE -2-                                | CD       |            |                            |
| 2014年12月31日 | Ts WORKS                                                  | CD       |            |                            |
| 2015年10月20日 | 玉名市立歴史博物館 企画展記念 ココロノキクチ              | CD       |            | ブルーベアハウス           |
| 2015年12月13日 | わらべウタ                                                | CD       |            |                            |
| 2016年12月26日 | ちょっと怖くてちょっと切ない物語                          | CD       |            |                            |
| 2017年6月15日  | わたしのたからのとき                                      | CD       |            |                            |
| 2023年3月15日  | 絆 - 父と娘の物語 -                                       | CD       | STYOL-07   |                            |
| 2023年5月26日  | arp Best selection 1st season                             | CD       |            |                            |
| 2023年5月26日  | arp Best selection 2nd season                             | CD       |            |                            |

## ライブ、イベント
- TAKASHI HAMADA 「1st contact」（2012年9月2日、場所： KMAパラダイスホール in 東京）
- 「SOUNDTRACK of YOUR LIFE -2-」（2014年6月6日、場所： 横浜赤レンガ倉庫ホール）
- 「濱田貴司 2014/6/6収録ワンマンフィルムライブ」（2015年3月13日、場所：下北沢SEED SHIP）
- 「SOUND TRACK of YOUR LIFE 3 ～時～」（2015年12月13日、場所：live house LOOP 代官山）
- 「SOUNDTRACK of YOUR LIFE-2,3- フィルムライブ&トーク」（2016年7月10日）
- 「SOUNDTRACK of YOUR LIFE 4 ～距離～」（2017年2月11日、場所：Yokohama O-SITE）[26]
- 「SOUNDTRACK of YOUR LIFE -5- ～己～ たからのときは、いつもそこに」（2018年7月8日、場所：Yokohama O-SITE）[27]
- 「二十周年ミーティングイベント」+「SOUND TRACK YoUR LIFE -4-」フィルムライブ（2022年10月15日、場所：Yokohama mint hall）
- arpデビュー20周年記念アーカイブライブ（2023年5月26日、6月2日(追加公演) 、場所：三軒茶屋GrapeFruitMoon）[28]
- 濱田貴司 20th Anniversary Live（2023年10月28日、場所：Yokohama mint hall）